# Кузьмович Володимир Іванович
Володи́мир Іва́нович Кузьмо́вич (30 листопада 1886, село Подусинька, Перемишлянський повіт або місто Болехів — 1943, Комі АРСР) — український громадський діяч, посол до польського сейму.

## Життєпис
Син священика, закінчив філософський факультет Віденського університету. Відтоді викладав математику і фізику в навчальних закладах Львова.
Під час Першої світової війни заарештований російською владою і депортований у Середню Азію. Провадив національну діяльність серед українців, які там проживали. Після повернення до Галичину співпрацював з українською пресою, друкував статті на педагогічно-освітні теми. У 1922—1923 роках викладав в Українському таємному університеті у Львові.
Після смерти Степана Тисовського перебрав відповідальність за пластовий журнал «Молоде життя» (1923—1926, по ньому Богдан Кравців) Українського крайового товариства охорони дітей і опіки над молоддю у Львові. Член організаційного комітету УНДО.
У 1925—1931 роках — викладач та перший директор приватної коедукаційної гімназії товариства «Рідна школа» в Дрогобичі. Разом із Віктором Пацлавським та Володимиром Ільницьким був одним із ініціаторів збору коштів для побудови Дрогобицької приватної гімназії «Рідної школи» на вулиці Сніжній (тепер — вул. Сагайдачного).
У 1930-х роках — інспектор шкіл товариства «Рідна школа». Брав дієву участь в організації Українського Католицького Союзу, у складі Головної Ради та заступник секретаря, головний редактор друкованого органу УКС газети «Мета» (1931—1939). У 1932 році започаткував видання додатка до неї «Література. Мистецтво. Наука». У 1935—1939 роках — також у складі редколегії газети «Діло».
У 1935—1938 роках — посол до польського сейму від УНДО.
У 1938—1939 роках — член Центрального Комітету УНДО, голова секретаріату.
5 жовтня 1940 — арештований НКВД, засуджений до 8 років таборів. Перебував у виправно-трудовому таборі ГУЛАГу в Котласі (Архангельська область) та таборах Комі АРСР.
Помер у грудні 1943 року в (?) Ухтинсько-Печорському виправно-трудовому таборі ГУЛАГу (Комі АРСР).